# ぱらのま
『ぱらのま』は、kashmirによる日本の漫画作品。『楽園』（白泉社）にて、17号から連載中。また『楽園』WEB増刊にも掲載され、単行本に収録されている。
主人公の氏名・職業不詳なお姉さんが、鉄道中心に公共交通機関を駆使し日本全国に小旅行へ行く一話完結の物語。
作者が前作『てるみな』を描いていて「あまり死なない感じでふつうにゆったり旅する話もやってみたい」と考えたのがこの作品になった。当初は『てるみな』の完結に伴う『楽園』連載の新作という体裁で本作の発表が始まったものの、実際には『てるみな』も『てるみなNeu』と題して並行で連載が続き、両作が交錯するネタも描かれている。
kashmirの従来作品は非現実的な奇想・怪異を基調にしたブラックユーモアの度合いが強かったが、本作はより万人向けなコメディ色のある旅行・紀行漫画として描かれており、作者の新境地となった。
2019年3月29日には本作のLINEスタンプが発売された。

## 登場人物
主人公（お姉さん）
若い独身女性。氏名不明。編集部による連載や単行本の紹介などでは単に「お姉さん」または「残念なお姉さん」と呼ばれる。
名前に「mako」が含まれると匂わせる描写はあるが、確定していない。
眠たげな眼と豊満なバストの持ち主。黒髪はテヅルモヅルと評されるウエーブのかかった癖っ毛。
しばしば公然と飲酒しているため成人と思われるが、何か仕事をしている形跡はなく、学生でもない模様。休みも旅費も気にせず、思いつきで気ままな旅に出ている謎の自由人。
旅や町歩き、温泉めぐりなどの実践と、それに関わる地理知識、公共交通機関の利用テクニックに長けた「一人旅の達人」であるが、それ以外にはだいたい無芸らしい。旅先でも時折失敗して痛い目に遭う。
食べ歩きが好きなため、臍が横に広がるほど肉を付けることがある。タバコは吸わないが酒は好き。
東京付近で兄と二人暮らししている。旅の師匠でもある兄に対してはべっとり依存したブラコンである。
お兄ちゃん
主人公と同居する実兄。外見は眼鏡をかけた目立たないサラリーマン。兼業作家でもある。お姉さん以上の旅の達人であり、あちこちに土地勘がある。地方の小駅であろうと、駅名だけで「○○県の○○線」と即座に判定できる知識の持ち主。
「お姉さん」の風来坊ぶりにはあきれはてながらも、時に助けてやるなど存外甘い。
メガネのお姉さん
主人公の「お姉さん」が1巻Line.06で山口県に旅行した際、旅先で知り合った若い女性。素性は不明だが仕事には就いているらしい。高崎線沿線（熊谷駅付近）の実家に在住。
行動派のお姉さんとは対照的に地図が読めない方向音痴で、脚力にも乏しい。出先で迷ってパニックになるため、どうしても旅の連れが要る。
旅に絡むことを除けば、主人公のお姉さんよりは常識人である。歴史マニアで、文献読解には強い。伊豆大島編で運転免許持ちであることが判明した。
スタイルもスレンダーで主人公のお姉さんとは対照的であるが、酒好きな点だけは同様である。
女子高生
主人公の「お姉さん」が3巻Line.Cで東京の古い町歩きの途上で知り合ったアニメーター志望の少女。顔にそばかすがある。
お姉さんの町並みや風景に対する鑑賞眼には一目置いている一方、昼日中から酒を飲んでうろついている不審な行動ぶりなどから、基本的に「ダメな大人」と見なしている。

## 書誌情報
- kashmir『ぱらのま』白泉社、既刊8巻（2025年3月31日現在）
  1. 2017年1月31日発売[4][5]、ISBN 978-4-592-71113-1
  2. 2018年9月28日発売[6][7]、ISBN 978-4-592-71140-7
  3. 2020年1月31日発売[8][9]、ISBN 978-4-592-71163-6
  4. 2021年4月30日発売[10][11]、ISBN 978-4-592-71185-8
  5. 2022年5月31日発売[12][13]、ISBN 978-4-592-71185-8
  6. 2023年4月28日発売[14][15]、ISBN 978-4-592-71220-6
  7. 2024年5月31日発売[16][17]、ISBN 978-4-592-71240-4
  8. 2025年3月31日発売[18][19]、ISBN 978-4-592-71254-1